# Казарма
Казарма — сооружение (помещение) для длительного размещения личного состава (л/с) воинских формирований вооружённых сил государства, как правило, численностью до роты (эскадрона, батареи).
Преимущественно барачного типа — с общим спальным помещением (-ми), а также бытовыми и служебными помещениями. Каждое казарменное здание или помещение (обычно этаж здания) занимает л/с определённого подразделения. Для круглосуточной охраны и обороны, а также поддержания внутреннего порядка, из личного состава подразделения назначается суточный наряд: в ВС России и СССР это дежурный по роте (подразделению) и подчинённые ему дневальные.
Обычно в военном городке строился комплекс казарм для размещения всего личного состава воинской части (полка, отдельного батальона (дивизиона) и так далее).
В современной терминологии казарма называется общежитием (как пример: общежитие роты охраны в/ч ххххх).

## Этимология
Русское слово казарма пришло через пол. kazarma или нем. Kaserne из итал. casermа от *casernа, сближенного по народной этимологии с arma «оружие».

## История
Казармы были известны уже в Римской империи. Тогда в них находилось всё, что воинам нужно было для повседневной жизни. В казармах были пекари, сапожники и другие ремесленники.
В конце XVII века с возникновением регулярной армии развилось строительство казарм. До этого нижние чины были размещены в обычных жилых домах.
В XVIII веке в Пруссии в казармах жили семьи военных (как в современных военных городках России).
Казармы XIX века в Германии служили исключительно для расквартирования нижних чинов. Строились здания различных размеров, для размещения рот или батальонов. Часто для каждой роты был предназначен отдельный этаж, при этом возле лестницы находились комнаты унтер-офицеров для лучшего контроля над рядовыми.
В России первые каменные городские казармы стали строиться только при Павле I; до этого момента войска размещались в полковых слободах или в жилье гражданских лиц. Для целей строительства казарм Павел I учредил единовременный поземельный налог по количеству земли, находящейся во владении каждого обывателя. Налог этот не был обязательным, но каждый человек, уплативший его, навсегда освобождался от военного постоя.
Он не только считал безусловно вредным для боевого развития солдата вызываемое постоем у обывателей постоянное участие его в домашней жизни мирных граждан, но даже и помещение в слободских домах, не отрешавшее вполне от хозяйственных забот и предприятий, казалось Павлу непригодным для образования надлежащей боевой армии. Император Павел понимал, что организация воинских помещений имеет своею задачей не только обеспечение солдату жилища, но и приспособление его к назначению и условиям жизни солдата. Только концентрированное в более или менее значительных массах казарменное сожительство являлось Павлу единственно целесообразным для развития и поддержания воинского духа и дисциплины, для изучения личности и свойств солдата, для удобства обучения и воинских экзерциций. Казарма есть не только жилище солдата, но и школа, где он воспитывается. Эту идею Павел усвоил всецело, и создание для армии повсеместно казарм сделалось главною его задачей, к выполнению которой он приложил все свои силы, всю энергию.Ляпидевский Н.П.
С конца 1882 года весь казарменный капитал, образованный из денежных сборов за отбывание постойной повинности, был передан в военное министерство. Такое решение стало основой для активизации успешного решения вопроса по возведению специальных помещений для войск. К 1 января 1900 года было возведено 19015 казарменных помещений, в которых размещалось 94 % личного состава войск.
Казарменные городки сегодня, как правило, ограждены высокими стенами с колючей проволокой и охраняются вооружёнными караулами.

## Галерея
- Историческое здание казарм Лейб-гвардии Преображенского полка в Санкт-Петербурге
- Типичная российская казарма начала XX века в Пензе
- Казарма пулемётной команды 1910-1913 гг. постройки в военном городке в Новосибирске
- Лефортовские казармы в Москве
- Помещение казармы российской армии
- Казарма постройки конца XVIII века в Эдинбургском замке в Эдинбурге
- Казарма Королевской морской пехоты Великобритании 1779 года постройки в Плимуте
- Историческое здание Казармы Коллинза 1702 года постройки в Дублине
- Казарма имени Карло Де Кристофориса в Комо
- Казарма во Франкфурте-на-Майне
- Казарма в Оулу